# Kongó Rikisi (Tódai-dzsi templomőrei)
Nara városában található a buddhista templomkomplexum, a Tódaidzsi (東大寺; „Keleti Nagy Templom”). A templomegyüttes nagy déli kapujában áll két monumentális Kongó Rikisi őrszobor. A templomok kapujába helyezett szoborpárok a gonosz lelkek távol tartását biztosították, ezért formálták külsejüket haragvóra és félelmet keltőre. Alkotója a Kamakura-kor neves szobrásza, Unkei volt, aki tanítványával, Kaikei-jel és számos segítőjükkel közösen dolgoztak a szobrokon.

## Felépítése
A két harcos őrszellemről készült templomi krónikákból tudjuk, hogy a monumentális szobrokat több darabból illesztették össze. A nyolc méternél magasabb fa szobrok 1203–ban, mindössze két hónap alatt készültek el.
A szobrok szerkezeti felépítéséről animáció is készült: Animáció

## Jellemzői
A Kongó Rikisi szobrokra általában jellemző a groteszk, elrettentő arckifejezés. Az izomzat és a ruházat dinamikus, részletgazdag kidolgozása is az istenségek féktelen erejét sugallják. A szobrok tartása nem egyenes, mégis kiegyensúlyozott. Az őr-alakok egykori élénk színei ma már nehezen kivehetők. A kezeket és a fejet barnára, míg a ruhátlan felsőtestet vöröses színűre festették. A szobrokat körbefutó szalagok színe fehér, a ruhák szegélyei pedig aranyozottak voltak.

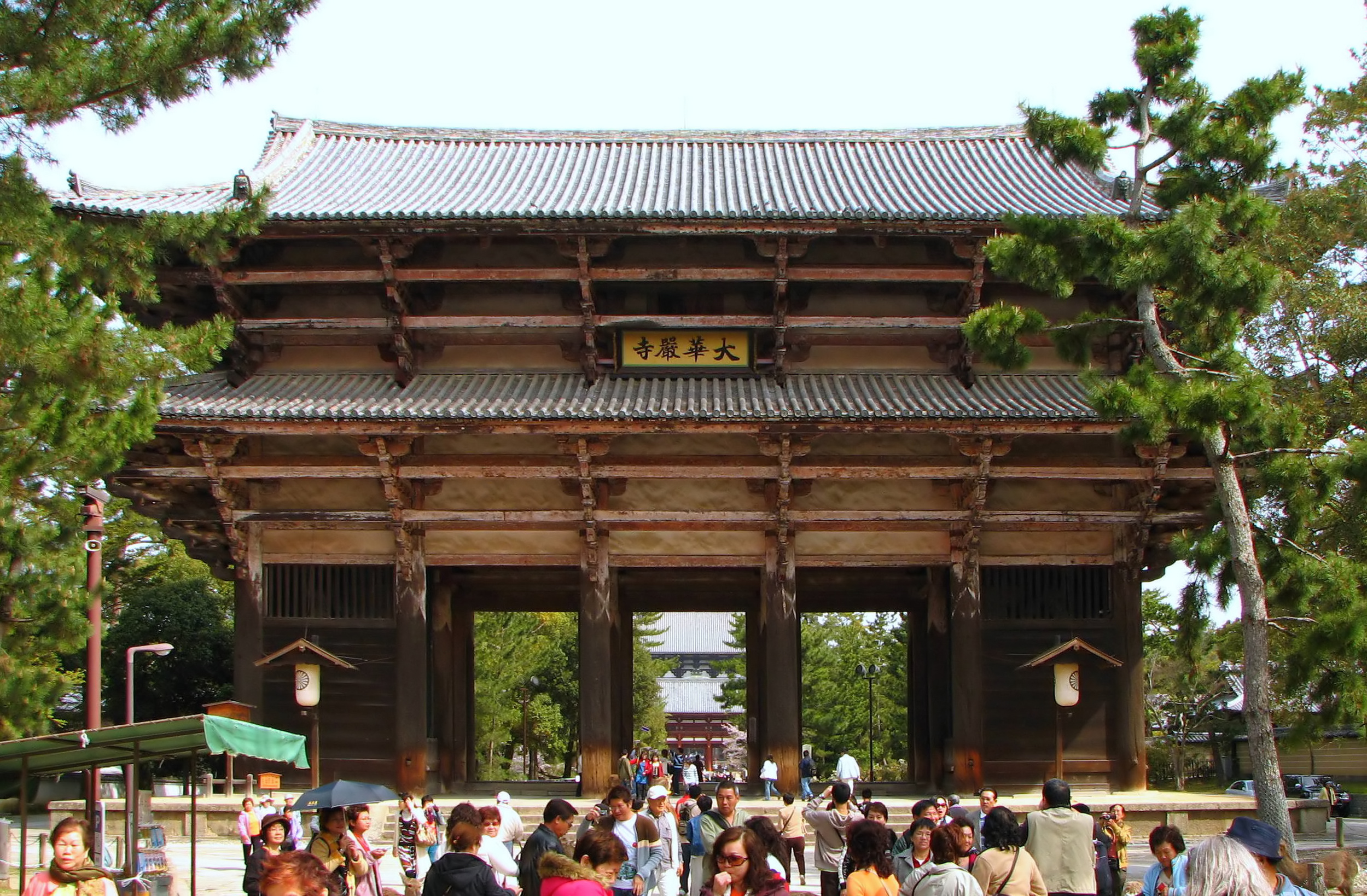
Tódai-dzsi, Nagy Déli Kapu (東大寺の南大門)

A szobrok a hagyományos frontális elhelyezéssel szemben, a kapu belseje felé, egymással szembenézve állnak.

### Szimbolikája
A buddhista kolostorok kapujának két oldalán állnak. A jobb oldali szobor szája mindig nyitott „A” hangot formáz, a bal oldali a csukott „Un” hangot jelképezi. Ezek a szanszkrit ábécé első és utolsó betűi, így szimbolizálja a szoborpár a mindenség kezdetét és végét. A Nió szobrokat olykor páncélos harcosként is szokták ábrázolni, de a haragvó félmeztelen istenalak az elterjedtebb.

## Internetes források
- BUDDHISTA ÉPÍTÉSZET A KAMAKURA-KORBAN(magyar nyelven)
- Tódai-dzsi (magyar nyelven)

## Nyomtatott források
- Japán művészet. Írta: Itó Nobuo, Maeda Taiji, Miyagawa Torao, Yoshizawa Chu. Fordította: Halmy Ferenc. Budapest: Corvina Kiadó , 1980.
- A buddhizmus művészete 3., Japán buddhista művészet,  Budapest: Hopp Ferenc Kelet-Ázsiai Művészeti Múzeum, Cseh Éva, 1996,